# It Stains the Sands Red
It Stains the Sands Red és una pel·lícula de terror del 2016 dirigida per Colin Minihan. És protagonitzada per Brittany Allen en el paper d'una dona perseguida sense aturador pel Valley of Fire State Park de Nevada per un sol zombi.
La pel·lícula es va estrenar al XLIX Festival Internacional de Cinema Fantàstic de Catalunya a la secció Midnight X-Treme l'octubre de 2016. També es va projectar al LA Film Festival el 2017.

## Argument
Durant una apocalipsi zombi, els residents de Las Vegas Molly i Nick van de camí per a trobar-se amb uns amics en un aeròdrom remot i agafar un avió per a fugir del país. Quan el seu cotxe es queda encallat a la sorra just apareix un zombi solitari.